# Anii 210
Secole: Secolul al II-lea - Secolul al III-lea - Secolul al IV-lea
Decenii: Anii 160 Anii 170 Anii 180 Anii 190 Anii 200 - Anii 210 - Anii 220 Anii 230 Anii 240 Anii 250 Anii 260
Ani: 210 | 211 | 212 | 213 | 214 | 215 | 216 | 217 | 218 | 219